# ثالاسيا (ملكة)
ثالاسيا في ( القرن الثاني قبل الميلاد )كانت ثالاسيا زوجة هيسباوسينز ، ملك شاراسين ، وهي مملكة صغيرة ولكنها قوية على الخليج العربي في ما يعرف الآن بالعراق . ثالاسيا هو اسم يوناني نادر .
تُعرف ثالاسيا من النصوص المسمارية الموجودة في بابل ، حيث تظهر باسم تالاسياسو . ورد في هذه النصوص أنه بعد وفاة زوجها في عام 124 قبل الميلاد ، حاولت تنصيب ابنهما على عرش المملكة . لم يُذكر اسم الابن وبالتالي يبقى الأمر مفتوحًا فيما إذا كانت قد نجحت ، ومع ذلك يُظهر التاريخ أن الملك الذي خلف هيسباوسينز في النهاية كان أبوداكوس ، والذي يعتقد بعض العلماء أنه هذا الابن . تُعرف ثالاسيا أيضًا من نقش مبنى عُثر عليه في البحرين ، حيث ذُكرت مع زوجها .   في هذا النقش ، تم إثبات النسخة اليونانية من اسمها .

## الأدب
- ب.ل. جالير، ب. لومبارد، ك.م. السندي: نقوش يونانية من البحرين ، في: علم الآثار والنقوش العربية ، 13 (2002)، ص. 223-226 نقش من البحرين (ملف بي دي إف)

## أنظر أيضًا
- توروكيون
- غانداش
- أغوم الأول
- حمورابي